# Hooge en Lage Zwaluwe

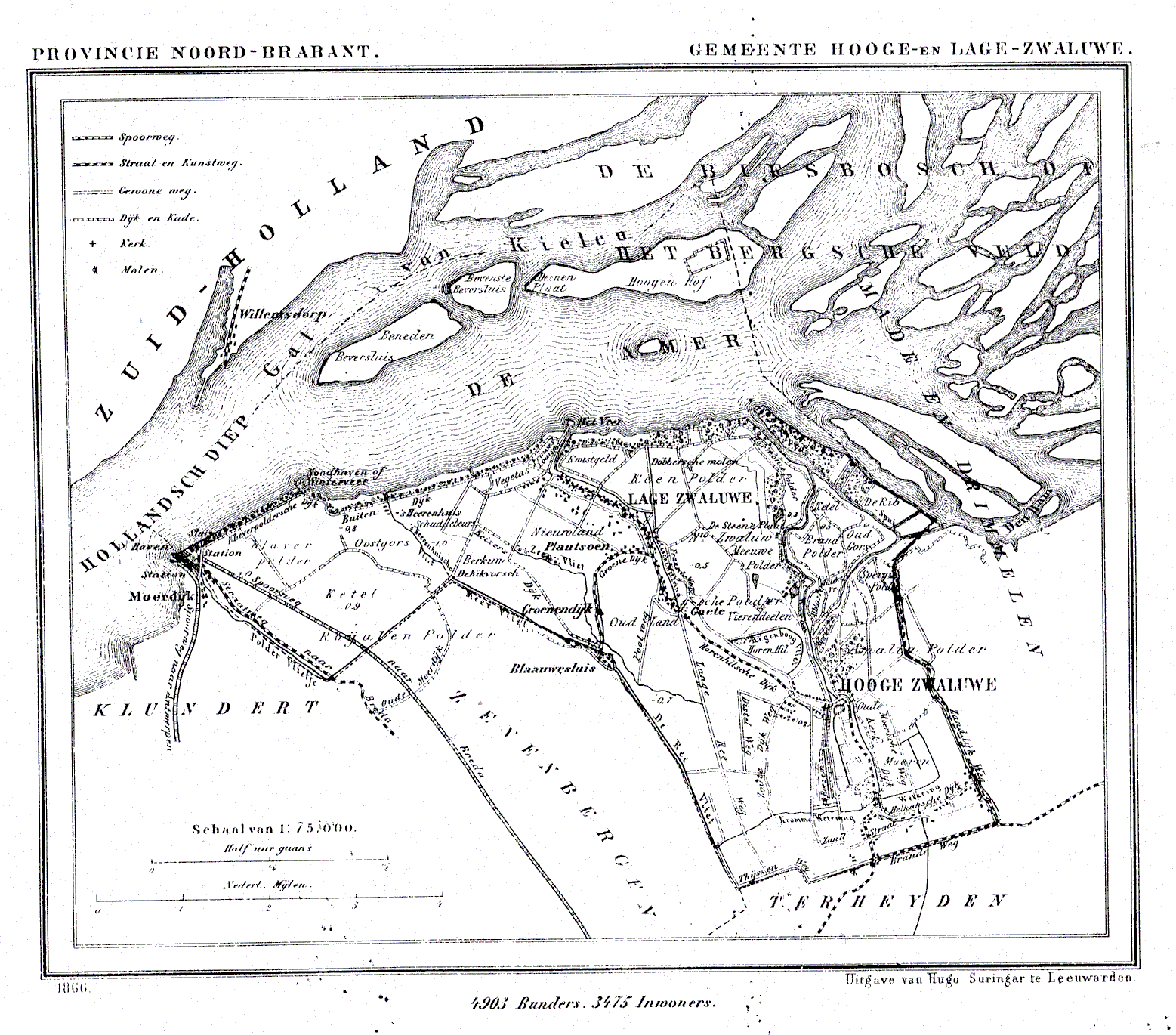
Carte de Hooge en Lage Zwaluwe en 1866

Hooge en Lage Zwaluwe est une ancienne commune néerlandaise de la province du Brabant-Septentrional, située dans le nord-ouest de la province.
En 1840, Hooge en Lage Zwaluwe comptait 520 maisons et 3 413 habitants.
Hooge en Lage Zwaluwe était située sur la rive gauche de l'Amer, au sud du Biesbosch. La commune était constituée des villages de Hooge Zwaluwe et de Lage Zwaluwe, ainsi qu'une partie du village de Moerdijk et de plusieurs hameaux. Lage Zwaluwe a un petit port sur l'Amer.
La commune a existé jusqu'au 1er janvier 1997, date de son rattachement à Made, commune créée par la fusion de Hooge en Lage Zwaluwe, Made en Drimmelen et Terheijden. Dès 1998, la commune de Made est renommée en Drimmelen, nom plus connu au niveau national.

## Référence
1. ↑  Alphabetisch register van alle bewoonde oorden des Rijks, Departement van Oorlog, Éd. Erven Doorman, 's-Gravenhage, 1850